# Edna Phillips
Edna Phillips (Reading, 7 gennaio 1907 – 2 dicembre 2003) è stata un'arpista statunitense.

## Biografia
Nacque a Reading, in Pennsylvania nel 1907. Iniziò a studiare l'arpa nel 1924, all'età di 17 anni. La sua insegnante all'epoca era Florence Wightman.
Nel 1927 si iscrisse al Curtis Institute of Music, il conservatorio di Filadelfia, dove studiò arpa e pianoforte. Nel 1930, a 23 anni, fu la prima donna a entrare a far parte dell'Orchestra di Filadelfia e la prima donna a ottenere un ruolo di rilievo in una delle maggiori orchestre degli Stati Uniti, in qualità di prima arpa della sua orchestra.
Fu convinta a presentarsi per un provino a Filadelfia dal suo maestro, Carlos Salzedo. La Phillips inizialmente era riluttante, anche perché suonava l'arpa solo da pochi anni. L'audizione ebbe esito positivo, e Edna Phillips fu scelta dal direttore d'orchestra dell'epoca, Leopold Stokowski. L'anno precedente, Sergej Rachmaninov aveva descritto l'Orchestra di Filadelfia come "una delle migliori del mondo", al pari della New York Philharmonic o della Boston Symphony. La Phillips fu accolta con scetticismo dai suoi colleghi poiché era una donna, e perché aveva sostituito il precedente arpista, il quale era molto apprezzato ed era stato appena licenziato dopo 17 anni di attività. Durante la sua carriera superò molte barriere dovute alla differenza di genere.
Nel 1933 sposò Samuel R. Rosenbaum, tuttavia continuò a mantenere il suo cognome da nubile. Rosenbaum fu arruolato per la Seconda Guerra Mondiale, e fu uno dei collaboratori di Radio Luxembourg. Lei e suo marito commissionarono diversi lavori per arpa, di compositori importanti come Alberto Ginastera e Norman Dello Joio. Dal 1933 al 1972 insegnò arpa al conservatorio di Filadelfia. Nel 1946 Edna Phillips si ritirò dall'orchestra, ma ritornò per eventi speciali. Fu una delle organizzatrici del Bach Festival di Filadelfia. Al Bach Festival, l'arpista incontrò Mary Sue Welsh, una scrittrice e direttrice esecutiva dell'evento, e le propose di curare una sua biografia.
Edna Phillips morì nel 2003, all'età di 96 anni. La sua biografia fu pubblicata postuma dalla Welsh, anche grazie alla collaborazione della famiglia dell'arpista, con il titolo "One Woman in a Hundred: Edna Phillips and the Philadelphia Orchestra".